# Indianapolis 500 in 1980
De 64e Indianapolis 500 werd gereden op zondag 25 mei 1980 op de Indianapolis Motor Speedway. De race stond voor de tweede keer op de Champ Car kalender en het was de tweede race van het Champ Car kampioenschap van 1980. Amerikaans coureur Johnny Rutherford won de race voor de derde en laatste keer in zijn carrière. Hij won in een Chaparral 2K, een wagen ontworpen door John Barnard.

## Startgrid

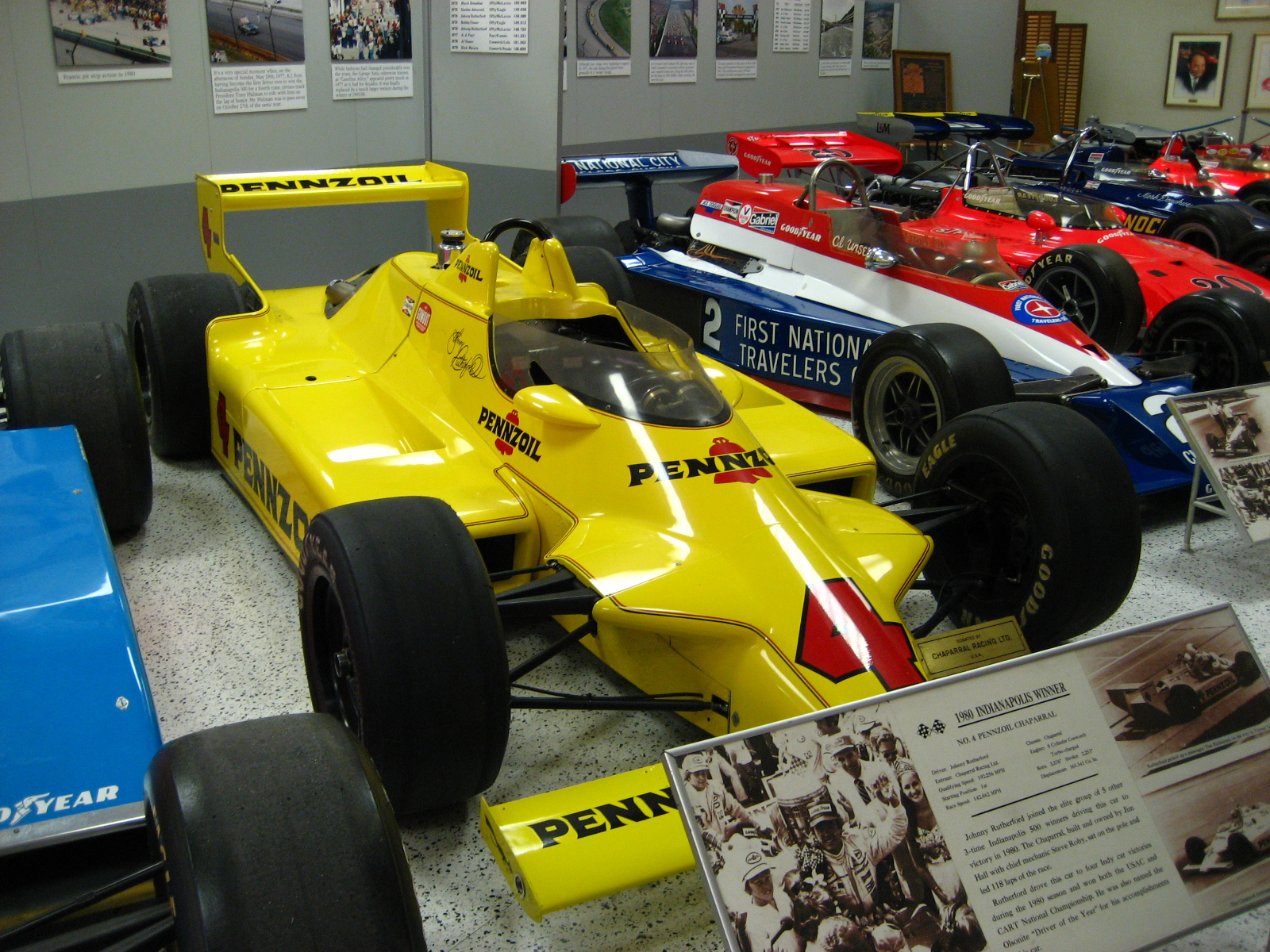
Rutherfords Chaparral 2K.

| Rij | Binnen            | Midden            | Buiten           |
| --- | ----------------- | ----------------- | ---------------- |
| 1   | Johnny Rutherford | Mario Andretti    | Bobby Unser      |
| 2   | Spike Gehlhausen  | Jerry Sneva       | Rick Mears       |
| 3   | Johnny Parsons    | Pancho Carter     | Al Unser         |
| 4   | Roger Rager       | Jim McElreath     | A.J. Foyt        |
| 5   | Tom Bagley        | Larry Cannon      | Dick Ferguson    |
| 6   | Danny Ongais      | Gordon Johncock   | Don Whittington  |
| 7   | Tim Richmond      | Gordon Smiley     | George Snider    |
| 8   | Bill Engelhart    | Greg Leffler      | Dennis Firestone |
| 9   | Hurley Haywood    | Mike Mosley       | Bill Whittington |
| 10  | Jerry Karl        | Dick Simon        | Bill Vukovich II |
| 11  | Tom Bigelow       | Gary Bettenhausen | Tom Sneva        |

## Race
| #                                                                                   | Coureur              | Auto                  | Ronden | Opgave     |
| ----------------------------------------------------------------------------------- | -------------------- | --------------------- | ------ | ---------- |
| 1                                                                                   | Johnny Rutherford    | Chaparral-Cosworth    | 200    |            |
| 2                                                                                   | Tom Sneva            | McLaren-Cosworth      | 200    |            |
| 3                                                                                   | Gary Bettenhausen    | Wildcat-DGS           | 200    |            |
| 4                                                                                   | Gordon Johncock      | Penske-Cosworth       | 200    |            |
| 5                                                                                   | Rick Mears           | Penske-Cosworth       | 199    |            |
| 6                                                                                   | Pancho Carter        | Penske-Cosworth       | 199    |            |
| 7                                                                                   | Danny Ongais         | Parnelli-Cosworth     | 199    |            |
| 8                                                                                   | Tom Bigelow          | Lola-Cosworth         | 198    |            |
| 9                                                                                   | Tim Richmond (R)     | Penske-Cosworth       | 197    |            |
| 10                                                                                  | Greg Leffler (R)     | Lola-Cosworth         | 197    |            |
| 11                                                                                  | Bill Engelhart (R)   | McLaren-Cosworth      | 193    |            |
| 12                                                                                  | Bill Vukovich II     | Watson-Offenhauser    | 192    |            |
| 13                                                                                  | Don Whittington (R)  | Penske-Cosworth       | 178    |            |
| 14                                                                                  | A.J. Foyt            | Parnelli-Cosworth     | 173    | Mechanisch |
| 15                                                                                  | George Snider        | Parnelli-Cosworth     | 169    | Mechanisch |
| 16                                                                                  | Dennis Firestone (R) | Penske-Cosworth       | 137    | Mechanisch |
| 17                                                                                  | Jerry Sneva          | Lola-Cosworth         | 130    | Ongeval    |
| 18                                                                                  | Hurley Haywood (R)   | Lightning-Chevrolet   | 127    | Brand      |
| 19                                                                                  | Bobby Unser          | Penske-Cosworth       | 126    | Mechanisch |
| 20                                                                                  | Mario Andretti       | Penske-Cosworth       | 71     | Mechanisch |
| 21                                                                                  | Jerry Karl           | McLaren-Chevrolet     | 64     | Mechanisch |
| 22                                                                                  | Dick Simon           | Vollstedt-Offenhauser | 58     | Mechanisch |
| 23                                                                                  | Roger Rager (R)      | Wildcat-Chevrolet     | 55     | Ongeval    |
| 24                                                                                  | Jim McElreath        | Penske-Cosworth       | 54     | Ongeval    |
| 25                                                                                  | Gordon Smiley (R)    | Phoenix-Cosworth      | 47     | Mechanisch |
| 26                                                                                  | Johnny Parsons       | Phoenix-Cosworth      | 44     | Mechanisch |
| 27                                                                                  | Al Unser             | Longhorn-Cosworth     | 33     | Mechanisch |
| 28                                                                                  | Tom Bagley           | Wildcat-Cosworth      | 29     | Mechanisch |
| 29                                                                                  | Spike Gelhausen      | Penske-Cosworth       | 20     | Ongeval    |
| 30                                                                                  | Bill Whittington (R) | Parnelli-Cosworth     | 9      | Ongeval    |
| 31                                                                                  | Dick Ferguson (R)    | Penske-Cosworth       | 9      | Ongeval    |
| 32                                                                                  | Mike Mosley          | Eagle-Chevrolet       | 5      | Mechanisch |
| 33                                                                                  | Larry Cannon         | Wildcat-DGS           | 2      | Mechanisch |
| Gemiddelde snelheid : 229,914 km/h - Snelste Ronde : Johnny Rutherford, 305,89 km/h |                      |                       |        |            |
| Aantal neutralisaties : 13 (65 van de 200 ronden in totaal)                         |                      |                       |        |            |